# Marguerite Gobat

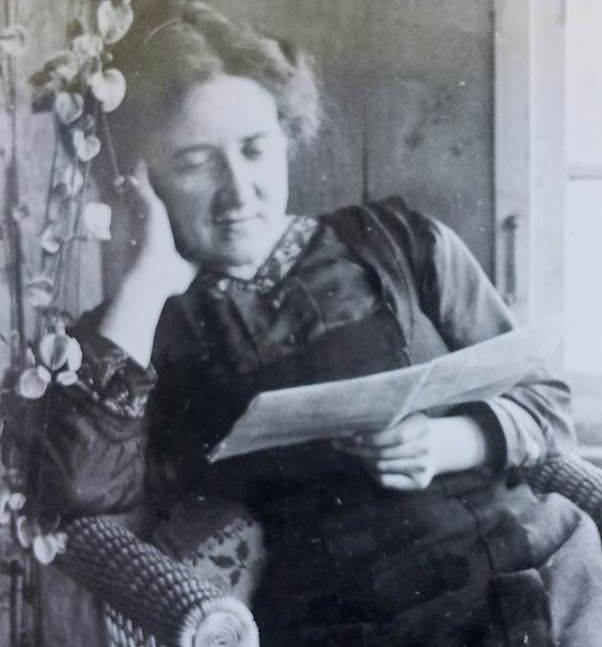
Marguerite Gobat

Marguerite Gobat (* 23. Februar 1870 in Delsberg; † 19. Juli 1937 in Magglingen; heimatberechtigt in Crémines) war eine Schweizer Journalistin, Frauenrechtlerin, Pädagogin und Pazifistin aus dem Kanton Jura.

## Leben
Gobat war eine Tochter von Albert Gobat und dessen Frau Sophie Louise (geborene Klaye, 1847–1888). Sie besuchte die Schule in Bern, wohin die Familie umgezogen war, nachdem ihr Vater dort zum Regierungsrat gewählt wurde. Nach dem frühen Tod der Mutter musste sie auf eine Berufsausbildung verzichten. Nachdem sie Mitarbeiterin ihres Vaters geworden war, arbeitete sie mit ihm hauptsächlich im Internationalen Friedensbüro in Bern. Von ihrem Vater übernahm sie die pazifistischen Grundsätze.
Sie war Mitbegründerin und Mitarbeiterin des Frauenweltbunds zur Förderung der internationalen Eintracht von ca. 1915 bis 1920. Im Jahr 1916 nahm sie an der Friedenskonferenz der Ford-Mission in Stockholm teil. Bis an ihr Lebensende gehörte sie dem Vorstand des von ihr im Jahr 1915 mitbegründeten Schweizerischen Komitees der Internationalen Frauenliga für Frieden und Freiheit an.
Als engagierte Pädagogin gründete sie 1928 das Kinderheim Champ du Plâne in Magglingen. Gobat schrieb für die Frauenpresse, redigierte die Genfer Zeitschrift Aujourd’hui von 1918 bis 1923 sowie die Erziehungsbeilage der Frauenzeitung Berna, Organ des gleichnamigen kantonalbernischen Frauenvereins.
Die Pianistin Hélène Gobat (1876–1916), die seit 1910 mit Louis Moilliet verheiratet war, war ihre Schwester.

## Publikationen (Auswahl)
- mit Clara Guthrie Cocke, Noemi Soutter: Die Vorbereitung des künftigen Friedens. In: Die Friedens-Warte. Band 17, Nr. 10, Oktober 1915, ISSN 0340-0255, JSTOR:23794628, S. 303–305.